# Санатсуджатапарва

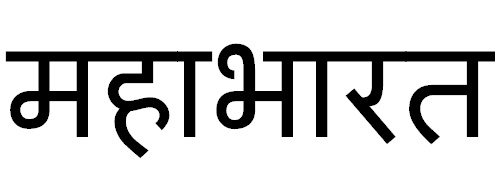
Махабха́рата

Санатсуджатапарва (санскр. सनत्सुजातपर्व, «Сказание о Санатсуджате») — часть пятой книги «Махабхараты» — «Удьйогапарвы». Состоит из 132 стихов (главы 41-45 «Удьйогапарвы» по критическому изданию в Пуне). «Санатсуджатапарва» — первый из четырёх основных философских текстов «Махабхараты» (наряду с «Бхагавад-гитой», «Мокшадхармой» и «Анугитой», к которым иногда относят пятый текст — «Повесть о беседе брахмана с охотником»). Б. Л. Смирнов характеризует «Санатсуджатапарву» как «один из величайших философских текстов не только Махабхараты, но и древнеиндийской философии вообще». Основные идеи «Санатсуджатапарвы» базируются на философской системе Санкхья, но излагают не теорию, а практическую часть — Джняна-йогу. Основатель Адвайта-веданты Шанкара написал комментарий к «Санатсуджатапарве» под названием «Санатсуджатия бхашья».

## Обзор по главам
Царь Дхритараштра выслушивает наставления своего брата по отцу Видуры о надлежащем поведении в соответствии с нормами пурушартхи.

### Глава 41
Дхритараштра, выражая восхищение словами Видуры, просит его продолжить рассказ. Видура упоминает вечно юного и древнего мудреца Санатсуджату, изрёкшего, что нет смерти. Поскольку Видура родился от женщины-шудры, он не сумеет говорить на возвышенные темы и по просьбе Дхритараштры мысленно вызывает того святого вечного юношу. Затем Видура просит явившегося Санатсуджату помочь царю Кауравов избавиться от таких проявлений двойственности, как счастье и несчастье, приобретение и потеря, приятное и ненавистное, упадок и подъём.

### Глава 42
Дхритараштра вопрошает Санатсуджату, что означают его слова о несуществовании смерти. Санатсуджата отвечает, что смерть проистекает от заблуждения, а отсутствие невежества есть бессмертие. Достичь бессмертия можно углублённым самопознанием и поиском Брахмана. Кто стремится к удовольствиям, тот подвергается страсти и гневу и попадает под власть смерти. Кто усмиряет свои кипучие страсти и уничтожает свои желания, не обращая на них внимания, тот разрушает мрак неведения и побеждает смерть. Санатсуджата описывает правила телесного и умственного поведения мудрецов, постигающих Брахмана, и формулирует шесть способов истинного познания: правдивость, прямота, скромность, самообузданность, чистота внешняя и внутренняя, знание Вед.

### Глава 43
Дхритараштра интересуется, какое значение имеет знание Вед. Санатсуджата утверждает, что священные гимны Вед не спасают человека от греха. Для освобождения от смерти необходимо подвижничество и покаяние. Санатсуджата перечисляет двенадцать пороков, которых надлежит избегать, и двенадцать великих обетов, которые следует соблюдать. Бессмертие заключается в самообуздании, отрешённости и преодолении заблуждений (каждое понятие подробно раскрывается). Веды возникли от незнания Брахмана, и хотя они могут помочь в постижении Брахмана, наилучшие отшельники без помощи Вед постигают вечный дух в тайниках своей души.

### Глава 44
Дхритараштра говорит о трудности достижения Брахмана в его вселенской форме и просит собеседника пояснить способ, каким обретается истинное знание. Санатсуджата отвечает, что мудрецы, побеждающие свои желания, принимают обет ученичества и, уподобляясь лишённому страстей ребёнку, при помощи подвижничества преграждают путь смерти и достигают окончательного спасения. Вечное и нетленное пристанище, созерцаемое брахманами, не имеет ни формы, ни цвета, оно не подвержено законам пространства и времени и, будучи невоспринимаемым, служит основой вселенной. Постигшие это становятся бессмертными.

### Глава 45
Санатсуджата рассказывает о подвижниках-йогинах, созерцающих изначальное семя вселенной, из которого происходит всё сущее. По словам святого юноши, спасение не может быть достигнуто ни добрыми, ни дурными деяниями. Бессмертие достигается познанием Атмана, пребывающего во всех существах. Пуруша есть душа всего, что было, что есть и что будет. Он присутствует в тайниках сердца всех живущих.
«Санатсуджатаправу» на русский язык перевёл в 1957 году академик Таджикской ССР Борис Леонидович Смирнов. Перевод переиздан в 1983 году в издательстве «Ылым».